# Бешкент
Бешкент (узб. Beshkent) — місто, районний центр Кашкадар'їнської області Узбекистану. Розташований на відстані 7 кілометрів на захід від обласного центру Карші, є одним з його передмість та промисловим центром. Розташований у Каршинському степу поруч з Каршинським каналом, який живить сільськогосподарські угіддя регіону. Бешкент оточують численні сільські поселення, які входять в агломерацію Карші

## Транспорт
З Карші пов'язують приміські автобусні маршрути, також там знаходиться залізнична станція (13 кілометрів). Найближчий аеропорт також у Карші (10 км).

## Економіка
Розвиток Бешкент отримав з побудовою Каршинського магістрального каналу (завершений у першій половині 1970-х років). У 1978 році кишлак Бешкент отримав статус міста. Тоді виникло ряд підприємств, зокрема з переробки бавовни та інші підприємства легкої промисловості. Зараз в економіці Бешкенту присутній іноземний капітал (інвестори з Росії та Пакистану).

## Спорт
У 1978 році у місті засновано ФК «Бешкент». Остання згадка про ФК датується 1984 р.

## Клімат
Місто знаходиться у зоні, котра характеризується кліматом тропічних степів. Найтепліший місяць — липень із середньою температурою 29.3 °C (84.7 °F). Найхолодніший місяць — січень, із середньою температурою 3.1 °С (37.6 °F).
| Клімат Бешкента         | Клімат Бешкента | Клімат Бешкента | Клімат Бешкента | Клімат Бешкента | Клімат Бешкента | Клімат Бешкента | Клімат Бешкента | Клімат Бешкента | Клімат Бешкента | Клімат Бешкента | Клімат Бешкента | Клімат Бешкента | Клімат Бешкента |
| Показник                | Січ.            | Лют.            | Бер.            | Квіт.           | Трав.           | Черв.           | Лип.            | Серп.           | Вер.            | Жовт.           | Лист.           | Груд.           | Рік             |
| Середній максимум, °C   | 7,8             | 10              | 16,2            | 23,8            | 30,1            | 35,5            | 37,5            | 35,3            | 30,4            | 22,9            | 16,4            | 10,4            | 23              |
| Середня температура, °C | 3,1             | 5,2             | 10,9            | 17,8            | 23,2            | 27,5            | 29,3            | 26,8            | 21,8            | 15,3            | 10              | 5,6             | 16,4            |
| Середній мінімум, °C    | −2,2            | −0,8            | 4,8             | 11              | 15,5            | 19,3            | 21,2            | 18,6            | 13,1            | 7,3             | 3,1             | 0               | 9,2             |
| Норма опадів, мм        | 29.1            | 24.2            | 45.9            | 36.4            | 14.8            | 1.1             | 0.4             | 0.1             | 0.5             | 6.1             | 13              | 25.8            | 197.4           |
| Днів з опадами          | 7,9             | 8               | 9,8             | 7,9             | 4,4             | 0,7             | 0,4             | 0               | 0,5             | 3,2             | 4,7             | 7               | 54,5            |
| Вологість повітря, %    | 70.9            | 67.5            | 61.6            | 55.4            | 42.8            | 33.2            | 34.2            | 36              | 40.8            | 51.6            | 61.5            | 69.9            | 52.1            |
| ----------------------- | --------------- | --------------- | --------------- | --------------- | --------------- | --------------- | --------------- | --------------- | --------------- | --------------- | --------------- | --------------- | --------------- |
| Джерело: Weatherbase    |                 |                 |                 |                 |                 |                 |                 |                 |                 |                 |                 |                 |                 |